# Нопперт, Андрис
Андрис Нопперт (нидерл. Andries Noppert; род. 7 апреля 1994, Херенвен, Фрисландия) — нидерландский футболист, вратарь клуба «Херенвен» и сборной Нидерландов.

## Клубная карьера
Нопперт — воспитанник клуба «Херенвен». Летом 2014 года для получения игровой практики Андрис перешёл в НАК Бреда. 22 апреля 2016 года в матче против «Алмере Сити» он дебютировал в Эрстедивизи. В 2017 году Андрис помог клубу выйти в элиту. 12 августа в матче против «Витесса» он дебютировал в Эредивизи. В начале 2018 года Нопперт перешёл в итальянскую «Фоджу». 28 апреля в матче против «Читтаделлы» он дебютировал в итальянской Серии B.
Летом 2019 года Нопперт перешёл в «Дордрехт». В матче против НЕК он дебютировал за новый клуб. В начале 2021 года Андрис перешёл в «Гоу Эхед Иглз». 23 января 2022 года в матче против «Хераклеса» он дебютировал за новую команду.
Летом 2022 года Нопперт вернулся в «Херенвен», подписав контракт на два года. 5 августа в матче против роттердамской «Спарты» он дебютировал за клуб.

## Карьера в сборной
Нопперт был вызван в сборную Нидерландов в сентябре 2022 года. В ноябре того же года он был включён в состав национальной сборной из 26 человек на чемпионат мира по футболу в Катаре. Нопперт дебютировал на международной арене в первом для своей страны матче на турнире против Сенегала, в котором нидерландцы одержали победу со счётом 2:0, а также принял участие в поединках турнира против сборных США, Аргентины, Эквадора и Катара.

## Личная жизнь
Андрис Нопперт приходится дальним родственником финалисту чемпионата мира по дартсу Дэнни Нопперту.

## Статистика

### Матчи Нопперта за сборную Нидерландов
| Матчи Нопперта за сборную Нидерландов | Матчи Нопперта за сборную Нидерландов | Матчи Нопперта за сборную Нидерландов | Матчи Нопперта за сборную Нидерландов | Матчи Нопперта за сборную Нидерландов | Матчи Нопперта за сборную Нидерландов |
| ------------------------------------- | ------------------------------------- | ------------------------------------- | ------------------------------------- | ------------------------------------- | ------------------------------------- |
| №                                     | Дата                                  | Соперник                              | Счёт                                  | Пропущено голов                       | Соревнование                          |
| 1                                     | 21 ноября 2022                        | Сенегал                               | 2:0                                   | —                                     | Чемпионат мира 2022                   |
| 2                                     | 25 ноября 2022                        | Эквадор                               | 1:1                                   | 1                                     | Чемпионат мира 2022                   |
| 3                                     | 29 ноября 2022                        | Катар                                 | 2:0                                   | —                                     | Чемпионат мира 2022                   |
| 4                                     | 3 декабря 2022                        | США                                   | 3:1                                   | 1                                     | Чемпионат мира 2022                   |
| 5                                     | 9 декабря 2022                        | Аргентина                             | 2:2 (3:4 пен.)                        | 2                                     | Чемпионат мира 2022                   |

Итого: 5 матчей / пропущено 4 гола; 3 победы, 1 ничья, 1 поражение.